# Nemadactylus valenciennesi
Nemadactylus valenciennesi är en fiskart som först beskrevs av Whitley, 1937.  Nemadactylus valenciennesi ingår i släktet Nemadactylus och familjen Cheilodactylidae. Inga underarter finns listade i Catalogue of Life.